# Gran Premio de Australia de Motociclismo de 2014
El Gran Premio de Australia de Motociclismo de 2014 (oficialmente Tissot Australian Motorcycle Grand Prix) fue la decimosexta prueba del Campeonato del Mundo de Motociclismo de 2014. Tuvo lugar en el fin de semana del 17 al 19 de octubre de 2014 en el Circuito de Phillip Island que está ubicado en la isla de Phillip Island, estado de Victoria, Australia.
La carrera de MotoGP fue ganada por Valentino Rossi, seguido de Jorge Lorenzo y Bradley Smith. Maverick Viñales fue el ganador de la prueba de Moto2, por delante de Thomas Lüthi y Esteve Rabat. La carrera de Moto3 fue ganada por Jack Miller, Álex Márquez fue segundo y Álex Rins tercero.

## Resultados

### Resultados MotoGP
| Pos     | N.º | Piloto           | Constructor    | Vueltas | Tiempo    | Parrilla | Puntos |
| ------- | --- | ---------------- | -------------- | ------- | --------- | -------- | ------ |
| 1       | 46  | Valentino Rossi  | Yamaha         | 27      | 40:46.405 | 8        | 25     |
| 2       | 99  | Jorge Lorenzo    | Yamaha         | 27      | +10.836   | 3        | 20     |
| 3       | 38  | Bradley Smith    | Yamaha         | 27      | +12.294   | 4        | 16     |
| 4       | 4   | Andrea Dovizioso | Ducati         | 27      | +14.893   | 10       | 13     |
| 5       | 8   | Héctor Barberá   | Ducati         | 27      | +30.089   | 14       | 11     |
| 6       | 19  | Álvaro Bautista  | Honda          | 27      | +30.154   | 17       | 10     |
| 7       | 45  | Scott Redding    | Honda          | 27      | +30.158   | 13       | 9      |
| 8       | 7   | Hiroshi Aoyama   | Honda          | 27      | +33.166   | 12       | 8      |
| 9       | 15  | Alex de Angelis  | Forward Yamaha | 27      | +33.577   | 23       | 7      |
| 10      | 69  | Nicky Hayden     | Honda          | 27      | +34.144   | 15       | 6      |
| 11      | 68  | Yonny Hernández  | Ducati         | 27      | +39.468   | 18       | 5      |
| 12      | 9   | Danilo Petrucci  | ART            | 27      | +56.684   | 19       | 4      |
| 13      | 70  | Michael Laverty  | PBM            | 27      | +1:12.813 | 21       | 3      |
| 14      | 63  | Mike Di Meglio   | Avintia        | 27      | +1:28.050 | 20       | 2      |
| Ret     | 35  | Cal Crutchlow    | Ducati         | 26      | Caída     | 2        |        |
| Ret     | 44  | Pol Espargaró    | Yamaha         | 24      | Caída     | 9        |        |
| Ret     | 41  | Aleix Espargaró  | Forward Yamaha | 20      | Retirado  | 6        |        |
| Ret     | 6   | Stefan Bradl     | Honda          | 19      | Caída     | 11       |        |
| Ret     | 93  | Marc Márquez     | Honda          | 17      | Caída     | 1        |        |
| Ret     | 23  | Broc Parkes      | PBM            | 13      | Retirado  | 22       |        |
| Ret     | 26  | Dani Pedrosa     | Honda          | 6       | Retirado  | 5        |        |
| Ret     | 29  | Andrea Iannone   | Ducati         | 5       | Caída     | 7        |        |
| Ret     | 17  | Karel Abraham    | Honda          | 4       | Caída     | 16       |        |
| Fuente: |     |                  |                |         |           |          |        |

### Resultados Moto2
| Pos     | N.º | Piloto              | Constructor    | Vueltas | Tiempo       | Parrilla | Puntos |
| ------- | --- | ------------------- | -------------- | ------- | ------------ | -------- | ------ |
| 1       | 40  | Maverick Viñales    | Kalex          | 25      | 39:10.419    | 4        | 25     |
| 2       | 12  | Thomas Lüthi        | Suter          | 25      | +1.329       | 5        | 20     |
| 3       | 53  | Esteve Rabat        | Kalex          | 25      | +1.504       | 1        | 16     |
| 4       | 36  | Mika Kallio         | Kalex          | 25      | +1.843       | 3        | 13     |
| 5       | 22  | Sam Lowes           | Speed Up       | 25      | +3.292       | 7        | 11     |
| 6       | 11  | Sandro Cortese      | Kalex          | 25      | +11.697      | 6        | 10     |
| 7       | 23  | Marcel Schrötter    | Tech 3         | 25      | +11.777      | 10       | 9      |
| 8       | 77  | Dominique Aegerter  | Suter          | 25      | +18.276      | 16       | 8      |
| 9       | 19  | Xavier Siméon       | Suter          | 25      | +18.282      | 9        | 7      |
| 10      | 81  | Jordi Torres        | Suter          | 25      | +18.478      | 8        | 6      |
| 11      | 30  | Takaaki Nakagami    | Kalex          | 25      | +18.514      | 19       | 5      |
| 12      | 96  | Louis Rossi         | Kalex          | 25      | +18.560      | 20       | 4      |
| 13      | 21  | Franco Morbidelli   | Kalex          | 25      | +18.834      | 12       | 3      |
| 14      | 7   | Lorenzo Baldassarri | Suter          | 25      | +19.224      | 18       | 2      |
| 15      | 94  | Jonas Folger        | Kalex          | 25      | +19.437      | 14       | 1      |
| 16      | 88  | Ricard Cardús       | Tech 3         | 25      | +33.238      | 11       |        |
| 17      | 39  | Luis Salom          | Kalex          | 25      | +33.776      | 22       |        |
| 18      | 18  | Nicolás Terol       | Suter          | 25      | +36.416      | 23       |        |
| 19      | 4   | Randy Krummenacher  | Suter          | 25      | +40.574      | 15       |        |
| 20      | 60  | Julián Simón        | Kalex          | 25      | +40.630      | 26       |        |
| 21      | 8   | Gino Rea            | Suter          | 25      | +51.225      | 27       |        |
| 22      | 95  | Anthony West        | Speed Up       | 25      | +51.281      | 25       |        |
| 23      | 97  | Román Ramos         | Speed Up       | 25      | +51.448      | 31       |        |
| 24      | 71  | Tomoyoshi Koyama    | NTS            | 25      | +51.496      | 29       |        |
| 25      | 20  | Florian Marino      | Kalex          | 25      | +55.266      | 24       |        |
| 26      | 41  | Aiden Wagner        | Kalex          | 25      | +1:02.283    | 30       |        |
| 27      | 42  | Max Croker          | Suter          | 24      | +1 vuelta    | 32       |        |
| Ret     | 54  | Mattia Pasini       | Kalex          | 18      | Retirado     | 13       |        |
| Ret     | 5   | Johann Zarco        | Caterham Suter | 17      | Caída        | 2        |        |
| Ret     | 55  | Hafizh Syahrin      | Kalex          | 15      | Retirado     | 17       |        |
| Ret     | 14  | Ratthapark Wilairot | Caterham Suter | 12      | Caída        | 21       |        |
| Ret     | 10  | Thitipong Warokorn  | Kalex          | 4       | Caída        | 28       |        |
| DNS     | 49  | Axel Pons           | Kalex          |         | No participó |          |        |
| DNS     | 70  | Robin Mulhauser     | Suter          |         | No participó |          |        |
| DNS     | 25  | Azlan Shah          | Kalex          |         | No participó |          |        |
| Fuente: |     |                     |                |         |              |          |        |

### Resultados Moto3
| Pos     | N.º | Piloto                 | Constructor | Vueltas | Tiempo       | Parrilla | Puntos |
| ------- | --- | ---------------------- | ----------- | ------- | ------------ | -------- | ------ |
| 1       | 8   | Jack Miller            | KTM         | 23      | 37:25.209    | 8        | 25     |
| 2       | 12  | Álex Márquez           | Honda       | 23      | +0.029       | 1        | 20     |
| 3       | 42  | Álex Rins              | Honda       | 23      | +0.032       | 2        | 16     |
| 4       | 7   | Efrén Vázquez          | Honda       | 23      | +0.044       | 6        | 13     |
| 5       | 17  | John McPhee            | Honda       | 23      | +0.134       | 5        | 11     |
| 6       | 10  | Alexis Masbou          | Honda       | 23      | +0.242       | 9        | 10     |
| 7       | 44  | Miguel Oliveira        | Mahindra    | 23      | +2.753       | 15       | 9      |
| 8       | 84  | Jakub Kornfeil         | KTM         | 23      | +3.455       | 17       | 8      |
| 9       | 31  | Niklas Ajo             | Husqvarna   | 23      | +18.118      | 19       | 7      |
| 10      | 23  | Niccolò Antonelli      | KTM         | 23      | +18.119      | 13       | 6      |
| 11      | 21  | Francesco Bagnaia      | KTM         | 23      | +18.204      | 27       | 5      |
| 12      | 99  | Jorge Navarro          | Kalex KTM   | 23      | +18.226      | 11       | 4      |
| 13      | 98  | Karel Hanika           | KTM         | 23      | +18.278      | 18       | 3      |
| 14      | 19  | Alessandro Tonucci     | Mahindra    | 23      | +18.544      | 16       | 2      |
| 15      | 41  | Brad Binder            | Mahindra    | 23      | +20.468      | 12       | 1      |
| 16      | 13  | Jasper Iwema           | Mahindra    | 23      | +23.434      | 7        |        |
| 17      | 16  | Andrea Migno           | Mahindra    | 23      | +25.892      | 26       |        |
| 18      | 38  | Hafiq Azmi             | KTM         | 23      | +25.894      | 22       |        |
| 19      | 43  | Luca Grünwald          | Kalex KTM   | 23      | +35.571      | 21       |        |
| 20      | 52  | Danny Kent             | Husqvarna   | 23      | +36.602      | 4        |        |
| 21      | 65  | Philipp Öttl           | Kalex KTM   | 23      | +40.291      | 29       |        |
| 22      | 95  | Jules Danilo           | Mahindra    | 23      | +40.312      | 31       |        |
| 23      | 9   | Scott Deroue           | Kalex KTM   | 23      | +40.514      | 28       |        |
| 24      | 3   | Matteo Ferrari         | Mahindra    | 23      | +52.031      | 30       |        |
| 25      | 58  | Juan Francisco Guevara | Kalex KTM   | 23      | +56.233      | 3        |        |
| 26      | 2   | Remy Gardner           | KTM         | 23      | +56.274      | 24       |        |
| 27      | 4   | Gabriel Ramos          | Kalex KTM   | 23      | +57.002      | 33       |        |
| 28      | 45  | Olly Simpson           | KTM         | 23      | +57.340      | 32       |        |
| Ret     | 5   | Romano Fenati          | KTM         | 21      | Caída        | 10       |        |
| Ret     | 32  | Isaac Viñales          | KTM         | 16      | Retirado     | 14       |        |
| Ret     | 33  | Enea Bastianini        | KTM         | 12      | Retirado     | 20       |        |
| Ret     | 55  | Andrea Locatelli       | Mahindra    | 1       | Caída        | 23       |        |
| Ret     | 63  | Zulfahmi Khairuddin    | Honda       | 1       | Caída        | 25       |        |
| DNS     | 57  | Eric Granado           | KTM         |         | No participó |          |        |
| Fuente: |     |                        |             |         |              |          |        |